# 1990 w sztukach plastycznych
Wydarzenia w sztukach plastycznych i wizualnych w 1990 roku.

## Wydarzenia
- Andrzej Ciesielski otwiera Galerię Moje Archiwum w Koszalinie.
- W Lublinie przy lokalnym BWA powstaje Galeria Stara.
- Gerhard Jürgen Blum-Kwiatkowski założył Museum Modern Art Hünfeld.
- Galeria Wielka 19 w Poznaniu kończy działalność.
- W Poznaniu odbyła się ostatnia wspólna wystawa grupy Koło Klipsa.
- 11 kwietnia – 5 maja – wystawy zbiorowa Bakunin w Dreźnie (pierwsza wystawa o tym samym tytule była prezentowana w Düsseldorfie) w Centrum Sztuki Współczesnej Zamek Ujazdowski w Warszawie. Była to jedna z ważniejszych, przełomowych wystaw dla polskiej sztuki. Kuratorka: Ewa Mikina, artyści: Zofia Kulik, Jolanta Ciesielska, Przemysław Kwiek, Ewa Partum, Jacek Rydecki, Jerzy Truszkowski, Zbigniew Libera.

## Malarstwo
- Edward Dwurnik

Skup butelek II, z cyklu "Sportowcy" – olej na płótnie, 146x114 cm
Mężczyzna z radiem, z cyklu "Robotnicy" – olej na płótnie, 146x114 cm
Mieczysław Poźniak, z cyklu "Od grudnia do czerwca" – olej na płótnie, 146x114 cm
- Tadeusz Kantor

Pewnego wieczoru weszła / do mojego pokoju infantka / Velasquez’a (po raz drugi) – akryl na płótnie, 146x128 cm
- Antoni Tàpies

Chmura i krzesło
- Zofia Lipecka

Pierwsze lata uniwersum nr 8 – obraz olejny (enkaustyka), w kolekcji Muzeum Sztuki w Łodzi

## Rysunek
- Hans Rudolf Giger

Tajemnica San Gottarda – marker na papierze

## Plakat
- Jan Młodożeniec

plakat do filmu Mystic Pizza – format B1
- Franciszek Starowieyski

plakat do opery Moc przeznaczenia – format B1

## Fotografia
- Marina Abramović

Dragon head – barwna fotografia analogowa, 40x50,5 cm, w kolekcji MOCAK
- Aleksander Honory

Punkty subiektywnego widzenia – dwie kolorowe fotografie,  145x105 cm i 138x105 cm, w kolekcji MOCAK

## Wideo
- Zbigniew Libera

Bakunin w Dreźnie – VHS, 44 min. 02 s.
Iskra II – VHS, 1 min. 52 s.
- Igor Krenz

Ogień jest lepszy od nożyczek – beta SP, 32 s.
Mechaniczny kurczak ginie od pęknięcia balonu – beta SP, 28 s.
- Adam Rzepecki

Królów jest bez liku – VHS, 1 min. 09 s.
My Family – VHS, 9 min. 48 s.
- Adam Rzepecki/Grzegorz Zygier

Every Dog Has His Day – VHS, 3 min. 47 s.
- Józef Robakowski

Ojej, boli mnie noga – VHS, 2 min. 32 s.

## Instalacja
- Zbigniew Libera

Christus ist mein leben – obiekt ze spawanych rurek, 400x150 cm
- Nam June Paik

Cage – dziewięć monitorów typu retro, struny fortepianowe
Robespierre –  dziewięć monitorów typu retro, odlew odbiornika radiowego, piła

## Nagrody
- Nagroda im. Jana Cybisa – Józef Czapski
- World Press Photo – Charlie Cole[20]
- Biennale w Wenecji

Złoty Lew (malarstwo) – Giovanni Anselmo
Złoty Lew (rzeźba) – Bernd i Hilla Becher
Złoty Lew dla pawilonu – USA
Duemila Prize dla najlepszego młodego artysty – Anish Kapoor
- 13. Międzynarodowe Biennale Plakatu[22]

Złoty medal w kategorii plakatów ideowych – André François
Złoty medal w kategorii plakatów promujących kulturę – Holger Matthies
Złoty medal w kategorii plakatów reklamowych – Kijuro Yahagi

## Zmarli
- Józef Lachner (ur. 1907), polski malarz
- Fryderyk Hayder (ur. 1905), polski malarz
- Hanka Krawcec (ur. 1901), serbołużycka artystka, malarka i grafik
- 2 lutego – Stanisław Bober (ur. 1908), polski fotografik i malarz
- 20 lutego – Tadeusz Gronowski (ur. 1894), polski grafik, malarz, architekt wnętrz, plakacista, ilustrator
- 15 czerwca – Adam Procki (ur. 1909), polski rzeźbiarz
- 6 sierpnia – Gordon Bunshaft (ur. 1909), amerykański architekt
- 23 sierpnia - Wiktor Zarecki (ur. 1925), ukraiński malarz
- 11 listopada – Zdenko Kalin (ur. 1911), rzeźbiarz słoweński
- 8 grudnia – Tadeusz Kantor (ur. 1915), polski malarz, grafik
- 9 grudnia – Stanisław Dawski (ur. 1905), polski artysta plastyk